# Viny Okouo
Viny Pierrot Marcel Okouo, (nacido el 10 de abril de 1997 en Brazzaville, República del Congo) es un jugador de baloncesto congoleño en las filas del TAU Castelló de la Liga LEB Oro. Con 2.14 de estatura, su puesto natural en la cancha es el de pívot.

## Trayectoria
Cuando Viny llegó a Málaga un 9 de marzo de 2013, apenas sabía botar la pelota, sólo sabía hacer mates. El jugador llamó la atención de los técnicos del conjunto malagueño en el campus de Serge Ibaka con apenas 14 años, a punto de cumplir los 15.
En la temporada 2014/15 apenas contó en LEB Oro para el Clínicas Rincón, pero fue en la siguiente temporada donde obtendría unos sensacionales números.
Con sus 2,14 m, el pívot ha firmado partidos en LEB Plata de 40 de valoración contra el Getafe (25 puntos y 16 rebotes) y ha sido elegido en varias jornadas MVP de la LEB Plata con 22 puntos, 9 rebotes y 32 de valoración. Sus promedios en la temporada 2015/16 eran 12,2 puntos, 8,2 rebotes y 17,5 de valoración en 23:49 minutos.
Tras varias temporadas en la cantera del Unicaja Málaga, en la temporada 2015/16 juega en el Clínicas Rincón.
En marzo de 2016, el pívot congoleño recibe la comunicación de su ascenso al primer equipo del Unicaja Málaga, donde se incorpora con ficha del primer equipo hasta final de temporada.
En agosto de 2019, se anuncia su contratación por Kedainiai Nevezis, tras su poca participación con el Unicaja Málaga durante la temporada 2018-19, que le obligaría a buscar un destino en el que pudiera demostrar su valía, y Lituania sería su elección. En las filas Nevezis acabaría siendo el máximo reboteador de la competición con 7'6 rebotes y acompañándolo con 10'4 puntos y 12'8 de valoración.
El 12 de agosto de 2020, el Acunsa GBC hace oficial la incorporación del jugador para disputar la temporada 2020-21 en la Liga Endesa.
Tras su paso por el equipo vasco, en julio de 2021 ficha por el Monbus Obradoiro de la Liga Endesa, donde disputó un total de 30 partidos.
El 13 de agosto de 2022, firma por el CarplusFuenlabrada de la Liga ACB, primera división de España.
El 11 de enero de 2024, firma por el TAU Castelló de la Liga LEB Oro.

## Palmarés
- Eurocup (1): 2017.